# Musikverein
Dunajski Musikverein (nemško Wiener Musikverein [ˌViːnɐ muˌziːkfəʁˈaɪn]; slovensko: Dunajsko glasbeno združenje), običajno skrajšano na Musikverein , je koncertna dvorana v okrožju Innere Stadt na Dunaju v Avstriji. V stavbi domuje Dunajska filharmonija.
Vrhunska akustika uvršča »Veliko dvorano« (Großer Saal) med najboljše koncertne dvorane na svetu, skupaj z berlinskim Konzerthausom, Concertgebouwom v Amsterdamu in bostonsko Simfonično dvorano. Z izjemo slednje nobena od teh dvoran v sodobni dobi ni bila zgrajena z uporabo arhitekturne akustike, vse pa imajo dolgo, visoko in ozko obliko škatle za čevlje.

## Stavba
Stavba stoji na Dumbastraße / Bösendorferstraße za hotelom Imperial v bližini Ringstraße (dunajska obvoznica) in reke Wien, med Bösendorferjevo ulico in Karlovim trgom. Ker pa je Bösendorferjeva ulica razmeroma majhna, je stavba bolj znana po tem, da se nahaja med Karlovim trgom in Kärntner Ring (del dunajske obvoznice). Postavili so jo kot novo koncertno dvorano Društva prijateljev glasbe na Dunaju, na zemljišču, ki ga je leta 1863 priskrbel avstrijski cesar Franc Jožef I.
Načrte v neoklasicističnem slogu starogrškega templja je zasnoval danski arhitekt Theophil Hansen, vključno s koncertno dvorano in manjšo dvorano za komorno glasbo. Slovesno odprtje nove zgradbe je potekalo 6. januarja 1870.  Glavni donator je bil Nikolaus Dumba, industrijalec in liberalni politik grškega porekla. Po njem je avstrijska vlada poimenovala eno od ulic, ki obkrožajo Musikverein.
Velika dvorana (nemško Großer Musikvereinssaal), imenovana tudi Zlata dvorana (nemško Goldener Saal), meri 49| m v dolžino, 19 m v širino in 18 m v višino. V njej je 1744 sedežev in stojišča za 300 ljudi. Tam so leta 1913 priredili Skandalkonzert, vsako leto v dvorani poteka tudi novoletni koncert dunajskih filharmonikov.
Živahna akustika Velike dvorane temelji predvsem na Hansenovi intuiciji, saj se ni mogel zanašati na nobene študije o arhitekturni akustiki. Pravokotna oblika in proporcije sobe, škatle in skulpture omogočajo številne odmeve zvoka.
Dvorana je prvotno vsebovala zgodovinske cevne orgle, ki jih je zgradil Friedrich Ladegast. Prvi recital je na njih izvedel Anton Bruckner leta 1872. Današnji inštrument je leta 1907 zgradilo avstrijsko podjetje Rieger Orgelbau.
Leta 2001 se je začel program prenove. V kleti je bilo postavljenih več novih vadbenih dvoran.

## Dvorane
| Prizorišče                                                  | Velikost      | Višina  | Sedeži                          |
| ----------------------------------------------------------- | ------------- | ------- | ------------------------------- |
| Großer Musikvereinssaal (Goldener Saal) Zlata dvorana       | 48,8 × 19,1 m | 17,75 m | 1744 sedežev in ok. 300 stojišč |
| Brahmssaal Brahmsova dvorana                                | 32,5 × 10,3 m | 11 m    | 600 sedežev                     |
| Gläserner Saal / Avditorij Magna Steklena dvorana           | 22 × 12,5 m   | 8 m     | 380 sedežev                     |
| Metallener Saal Kovinska dvorana                            | 10,5 × 10,8 m | 3,2 m   | 70 sedežev                      |
| Steinerner Saal / Avditorij Horst Haschek Kamnita dvorana   | 13 × ~ 8,6 m  | ~ 3,3 m | 60 sedežev                      |
| Hölzerner Saal Lesena dvorana (se ne uporablja za koncerte) | 11,5 × 7,5 m  | 3,4 m   | 60 sedežev                      |

Imena šestih dvoran se nanašajo na zlato, Johannesa Brahmsa, steklo, kovino, kamen in les.